# Єврейські гето на території України в період Другої світової війни

Депортація євреїв із Дрогобича. 1942 рік. Місце призначення — винищувальний табір Белжець.

Гето на території України та СРСР створювалися від початку Другої світової війни. Найбільшими гето були у Львові (130 тисяч осіб, існувало з листопада 1941 по червень 1943 року), Чернівецьке (45 тисяч осіб), Мізоцьке гето, Антонівка, Бердичів, Борщів, Дрогобич, Коломия, Теребовля, Проскурів, Рівне, Самбір, Чечельник, Чортків.
Ідея концентрації євреїв в гето була висунута Адольфом Гітлером в 1939 році. Перші гето почали створюватися на території окупованої німцями Польщі. В гето, створені на окупованих нацистами територіях СРСР і країн Східної Європи примусово, під загрозою смерті, переселяли всіх євреїв, в тому числі євреїв із Західної Європи.
Всі гето, на думку істориків, умовно можна розділити на два основних типи: «відкриті» і «закриті». Відкриті гето, без фізичної ізоляції євреїв в окремому охороняється кварталі, існували тільки до знищення жителів або їх переселення в «закриті» гето або депортації в табори. При переселенні в гето євреям дозволялося взяти з собою тільки особисті речі; іншу власність належало залишити. Гето було страшно перенаселені, жителі голодували, страждали від холоду і хвороб.
Природною реакцією на переселення були акції опору в'язнів гето — колективні та індивідуальні, спонтанні і сплановані.
«Довідник про табори, тюрми та гето на окупованій території України» наводить 304 гето на території України. За даними російського історика І. Альтмана, на території України було створено 442 гето, близько 60 % з них були в межах кордонів України на 1939.

## Список
1. Антоніни
2. Базалія
3. Баланівка
4. Балки
5. Балта
6. Бар
7. Белз
8. Бердичів
9. Берегове
10. Бережани
11. Березівка
12. Березна
13. Берестечко
14. Бершадь
15. Бирлівка
16. Біляївка
17. Бірзула (Любомирка)
18. Бобрка
19. Богданівка
20. Болград
21. Борислав
22. Борки (Бірки)
23. Борщів
24. Брацпав
25. Броди
26. Бронниця
27. Бугаків
28. Буди
29. Важне
30. Вапнярка
31. Варварівка
32. Вярковичі
33. Васильківка
34. Велика Врадіївка
35. Великі Мости
36. Вендичани
37. Верба
38. Вербка
39. Верхівка
40. Велеленівка
41. Вигода
42. Вижниця
43. Вилкове
44. Висоцьк
45. Вишнівець
46. Вікторівка
47. Вільшанка
48. Вінож
49. Владиславка
50. Володимир-Волинський
51. Волидимирець
52. Ворошиловка
53. Гайсин
54. Голта (Первомайськ)
55. Горай
56. Гордіивка
57. Горшківка
58. Городок
59. Горохів
60. Громівка
61. Дарабани
62. Демидівка
63. Деражне
64. Деражня
65. Деребчин
66. Джугастра
67. Джулинка
68. Джурин
69. Дзигівка
70. Дніпропетровськ
71. Добромиль
72. Доманівка
73. Дрогобич
74. Дубно
75. Дунаївці
76. Єлиховичі
77. Єрки
78. Жабокрич
79. Житомир
80. Жмеринка
81. Жовкла (Нестерів)
82. Заліщики
83. Затишшя
84. Зборів
85. Здолбунів
86. Золочів
87. Іванів
88. Івашківці
89. Ізмаїл
90. Ізрайлівка (Грабарівка)
91. Іллінці
92. Калинівка
93. Кам'янєць-Подільський
94. Кам'янка
95. Кам'янка-Бузька
96. Капустин
97. Капустянн
98. Карліпка
99. Каташин
100. Катербург (Катериніпка)
101. Кацмазів
102. Київ
103. Кирнасівка
104. Кілія
105. Ковель
106. Козарівка
107. Козачівка
108. Козин
109. Козова
110. Козятин
111. Колки
112. Колосівка
113. Комаргород
114. Конатківці
115. Конева
116. Копай
117. Копайгород
118. Копистирін
119. Копичинці
120. Корець
121. Коростень
122. Косогірка (Фрамполь)
123. Костоліль
124. Кошаринці
125. Красне
126. Кременець
127. Кременчук
128. Крива
129. Крижопіль
130. Крушинівка
131. Кузьминці
132. Кукавка
133. Кульчини
134. Ладижин
135. Ланівді
136. Летичів
137. Липовець
138. Літин
139. Лозова
140. Лугова
141. Луцьк
142. Лучинець
143. Любашівка
144. Любешів
145. Любимівка
146. Львів
147. М'ястківка (Городківка)
148. Максимівна
149. Маньківка
150. Маринівка
151. Меджибіж
152. Межиріччя (Чудей)
153. Миколаїв
154. Миколаїв
155. Млинів
156. Могилів-Подільський
157. Мостиська
158. Мостове
159. Мукачеве
160. Муровані Курилівці
161. Мухавка
162. Нагорянка
163. Немерче
164. Немирів
165. Нижньо-Устріки
166. Нова Одеса
167. Нова Прилука
168. Новий Фастів
169. Новомиргород (Златопіль)
170. Носківці
171. Ободівка
172. Овідіополь
173. Одеса
174. Озаринці
175. Олександрівка
176. Олександрія
177. Олика
178. Олявиця
179. Ольгопіль
180. Оратів
181. Орлинці
182. Осіївка
183. Острог
184. Павлинка
185. Павлівка
186. Павлоград
187. Павлоградські хутори
188. Паланка
189. Пеньківка
190. Печора
191. Підгайці
192. Піщана
193. Плисків
194. Погребище
195. Політанки
196. Поморяни
197. Полівці
198. Поташна (Поташне)
199. Почаі'в
200. Прибужжя (Акмечетка)
201. Примощаниця
202. Рава-Руська
203. Радехів
204. Радівці
205. Радомишль
206. Рафалівка
207. Рені
208. Рівне
209. Рогатин
210. Рогізна
211. Ромни
212. Руданське
213. Рудки
214. Саврань
215. Самбір
216. Самгородок
217. Сарни
218. Свидове
219. Севлюш
220. Сербинівці
221. Серпневе
222. Сімферополь
223. Сказинці
224. Скалат
225. Сколе
226. Сливине
227. Сліди
228. Снітків
229. Соболівка
230. Сокаль
231. Сокирниця
232. Сокиряни
233. Соснівка
234. Сосулівка
235. Станіслав
236. Станіславчик
237. Стара Мурафа
238. Стара Цибулівка
239. Старий Самбір
240. Степанівна
241. Степань
242. Сторожинець
243. Стрий
244. Струсове
245. Ступки
246. Сумівка
247. Супівка
248. Суха Балка
249. Таборівка
250. Таранове
251. Теофіполь
252. Теплик
253. Теребовля
254. Тернопіль
255. Тиврів
256. Томашпіль
257. Топали
258. Торканівка
259. Тридуби
260. Трихати
261. Тропове
262. Тростянець
263. Тростянчик
264. Тульчин
265. Турка
266. Турчинівка
267. Тучин
268. Тячів
269. Ужгород
270. Українське
271. Уланів
272. Устя
273. Фридрів (Тернівка)
274. Харків
275. Херсон
276. Хмільник
277. Ходорів
278. Хрінівка
279. Хуст
280. Цебрикове
281. Червоиоармійськ
282. Черкаси
283. Чернівці
284. Чернівці
285. Четвертинівка
286. Чечельник
287. Чорна
288. Чуднів
289. Шаргород
290. Шарівка
291. Шевченкове
292. Шепетівка
293. Широке
294. Шпиків
295. Шульганівка
296. Шумилів
297. Шумське
298. Яворів
299. Ялта
300. Ялтушків
301. Ямпіль
302. Яришів
303. Ярмолинці
304. Яруга
305. Ясинове